# 佐藤義和
佐藤 義和（さとう よしかず、1948年4月6日 - 2020年10月28日）は、日本のテレビプロデューサー。
元フジテレビプロデューサー。宮城県塩竈市出身。フジテレビ退社後は沖縄県中頭郡北谷町に在住していた。

## 来歴・人物
1971年、東北学院大学法学部法律学科卒業。元青森放送の鈴木伸夫と女優の篠ひろ子は同大学の1年先輩である。
当初は地元である仙台地区の民放に就職を希望していたが、新卒の募集がなかったため上京し、フジテレビの制作系子会社「フジポニー」に、2年間のアルバイトを経て、正社員として入社。
その後フジ制作を経て、1980年に行われた機構改革でフジテレビに転籍。横澤彪の下でディレクターやプロデューサーとして数々のバラエティ番組を手掛ける。『オレたちひょうきん族』では「ひょうきんディレクターズ」の一員として、シングル「ひょうきんパラダイス」をリリースした。1994年7月に演芸担当部長に昇格。その後アーカイブセンター勤務を経て、2005年にフジテレビを早期退職。その後は沖縄県に移住。
2019年12月31日、フリープロデューサーとしての活動をやめ、現役引退宣言をする。
2020年10月28日、肺癌のため死去。72歳没。訃報は死去約1か月後の12月2日にスポーツ各紙等で報じられた。

## 手がけた番組
ディレクター
- テレビナイトショー
- お昼のゴールデンショー（AD）
- ハイヌーンショー
- 君こそスターだ!
- 爆笑ゴールデンショー（AD）
- リビング11
- 日曜テレビ寄席
- 日本放送演芸大賞
- お笑い大集合 → 大進撃!おもしろ組
- 初詣!爆笑ヒットパレード（1986年は演出名義）
- THE MANZAI（1980年 - 1982年）
- 笑ってる場合ですよ!（木曜担当）
- らくごin六本木
- オレたちひょうきん族（1981年5月 - 1987年9月）
- 森田一義アワー 笑っていいとも!（木曜担当、1982年10月 - 1984年9月）
- タケちゃんの思わず笑ってしまいました（1983年 - 1987年）
- ライオンのいただきます（1984年10月 - 1987年9月）
- 冗談画報（初期）
- テレビくん、どうも!
- FNSスーパースペシャル 一億人のテレビ夢列島（1987年）

プロデューサー
- 森田一義アワー 笑っていいとも!（2代目、1987年10月 - 1994年9月）
  - 笑っていいとも!増刊号
  - 笑っていいとも!特大号（1987年 - 1993年）
- 初詣!爆笑ヒットパレード
- 冗談画報（1986年10月 - ） → 冗談画報II
- FNSスーパースペシャル 1億人のテレビ夢列島'88
- 夢で逢えたら
- FNSスーパースペシャル 一億人のテレビ夢列島'89
- カンコンキンシアター TV中継
- ウッチャンナンチャンの誰かがやらねば!
- ウッチャンナンチャンのやるならやらねば!
- FNSスーパースペシャル 一億人のテレビ夢列島'90
- ダンス!ダンス!ダンス!（前期）
- ダウンタウンのごっつええ感じ（初代）
- 夢がMORI MORI（初代）
- 平成教育テレビ（コーナー担当プロデューサー）

制作・ゼネラルプロデューサー
- ダウンタウンのごっつええ感じ
- 夢がMORI MORI
- とぶくすりZ
- 初詣!爆笑ヒットパレード
- SMAPのがんばりましょう
- SMAP×SMAP
- 新春かくし芸大会（1995年・1997年 - 1999年）
- FNS1億2700万人の27時間テレビ夢列島（1998年・1999年制作指揮、2000年統括ゼネラルプロデューサー）
- ワールドカウントダウンスーパースペシャル 24時間まるごとライブ LOVE LOVE2000〜世界中のこどもたちへ僕らが愛でできること（1999年 - 2000年）
- ザッツエンゲイテイメント
- BACK-UP!
- 水10!「ハッピーボーイズ!」

その他
- 新しい波（企画）
- ザッツお台場エンターテイメント!（1997年、実行委員会）
- FNS ALLSTARS 27時間笑いの夢列島（2001年、スーパーバイザー）

他

## 元・佐藤義和班
基本、上司だった横澤彪班の流れを組んでいる。
- 荻野繁
「笑っていいとも!」ディレクター・プロデューサー。2008年度定年退職し2020年現在はフリープロデューサー、おぎの屋CREATIVE mix代表取締役。
- 星野淳一郎
フリーディレクター。「笑っていいとも!」「冗談画報」「夢で逢えたら」「ダウンタウンのごっつええ感じ」でディレクターを担当。2017年12月没。
- 吉田正樹
「笑っていいとも!」「夢で逢えたら」ディレクター、「ウッチャンナンチャンのやるならやらねば!」ディレクター・プロデューサー。その後「笑う犬」「ネプリーグ」「爆笑レッドカーペット」等を経て、2020年現在はワタナベエンターテインメント代表取締役会長、吉田正樹事務所代表取締役。
- 清水淳司
小畑芳和班を経て、「ごっつええ感じ」「笑っていいとも!」でディレクターを担当。その後フジクリエイティブコーポレーション出向を経て、2020年現在はデジタル技術推進部データ放送プロデューサー。
- 小須田和彦
「笑っていいとも!」AD・ディレクター、「夢で逢えたら」ディレクター。「ダウンタウンのごっつええ感じ」ではディレクター→AP→プロデューサーを歴任した。その後美術などを経て、2020年現在はスポーツ局チーフゼネラルプロデューサー。
- 荒井昭博
「笑っていいとも!」ディレクター、「夢がMORI MORI」では総合演出兼プロデューサーを務めた。その後「水10!」等を経て、2020年現在はBSフジ常務取締役。
- 栗原美和子
「ウッチャンナンチャンのやるならやらねば!」AP。その後第一制作部→ドラマ制作センターを経て、現在は共同テレビジョン第1制作部企画担当部長。
- 片岡飛鳥
「笑っていいとも!」「ウッチャンナンチャンのやるならやらねば!」ディレクター。その後「めちゃ×2イケてるッ!」、編成制作局制作センター第2制作室チーフゼネラルプロデューサーを経て、2022年にフジテレビを退社し、現在は「とぶとりっぷ合同会社」の代表取締役。
- 小松純也
「ダウンタウンのごっつええ感じ」AD→ディレクター。その後「笑う犬」「平成日本のよふけ」等を経て、2020年現在はフリープロデューサー、スチールヘッド代表取締役。

## 著書
- 「他人の才能でメシを食う方法」（同朋舎）1997年
- 「バラエティ番組がなくなる日」（主婦の友社）2011年